# 西田正則
西田 正則（にしだ まさのり、1933年（昭和8年）2月21日 - 2016年（平成28年）10月12日）は、日本の政治家。兵庫県たつの市長（2期）、旧龍野市長（2期）。

## 来歴
兵庫県出身。神戸大学教育学部卒。龍野市役所に入り、教育長、助役を務め、1998年龍野市長に当選する。2002年に再選。龍野市は2005年に新宮町・揖保川町・御津町と合併し、たつの市が発足、合併に伴う市長選挙で当選。2009年に再選。たつの市長を2期務め、2013年に退任した。2014年、旭日中綬章受章。2016年死去。叙正五位。